# Sgùrr Mhic Choinnich
A Sgùrr Mhic Choinnich (kiejtése: IPA: [s̪kuːᵲ viʰkʲ ˈxɤɲɪç]) a skóciai Skye szigetén található Cuillin egyik csúcsa, amely a hegység legmagasabb kiemelkedésétől, a Sgùrr Alasdairtől közvetlenül északra található. A Cuillin az Egyesült Királyság legnehezebb terepe sziklás csúcsainak köszönhetően, a Mhic Choinnich pedig az egyik legnehezebben meghódítható csúcs a túra végén lévő négykézláb mászásnak köszönhetően. A 11 km-es távra legalább 5-6 órát kell szánnia a túrázónak.

## Általános információk
A hegy nevének jelentése "MacKenzie csúcsa", és arról a túravezetőről nevezték el, aki a Cuillin csúcsainak meghódításában és népszerűsítésében élen járt. J. Norman Collie hegymászóval együtt ők voltak az első hivatásos túravezetők a hegységben a 19. század végén és a 20. század elején. Természetesen John MacKenzie nevéhez fűződik a csúcs első meghódítása is 1887-ben.
A Cuillin főgerincének közepétől délre helyezkedik el, közvetlen szomszédjai északra a Sgùrr Dearg, délre a Sgùrr Alasdair. Az itt található csúcsok többségéhez hasonlóan a túrázók ezt is a nyugati oldalról közelítik meg.

## A túra leírása
A túra kiindulópontja a Glen Brittle Road végén lévő kemping. A jól kiépített ösvényen keleti irányban kell haladni. 150 méteres magasságon egy ösvény ágazik el jobbra, amely a Cuillin délebbi csúcsainak megközelítéséhez használható, majd bal kéz felé feltűnik a Fhirballaich-tó (Loch an Fhir-bhallaich).
Az emelkedő egyre meredekebbé válik, miközben beér a Lagan-völgybe (Coire Lagan), amelynek végében 560 méteres magasságon a laganvölgyi-tó (Loch Coire Lagan) található. Kétoldalt hatalmas törmelékcsúszdák találhatók, jobbra az ún. Nagy Kőcsúszda (Great Stone Chute), balra pedig az An Stac-omladék (An Stac Screes), amely a tetejénél található csúcsról (An Stac, "orom, csúcs") kapta a nevét.
Az An Stac-omladékon kell nekivágni a hegy oldalának, amelynek a teteje a laganvölgyi-átjáró (Bealach Coire Lagan) a balra található An Stac csúcsával.

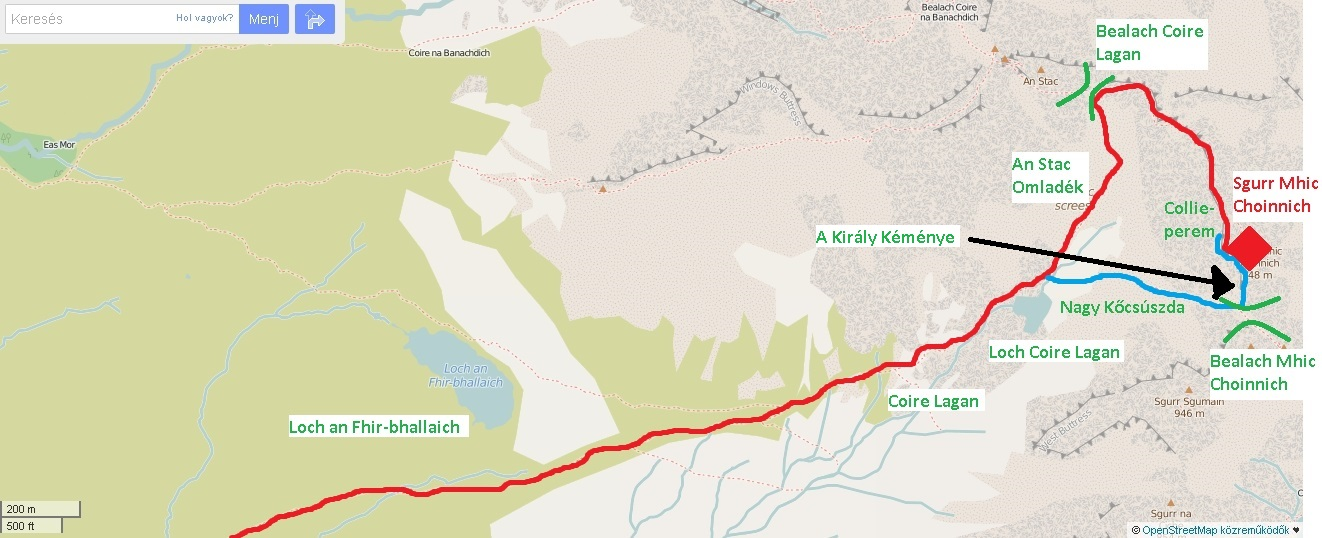
Piros: a legkönnyebb felfelé vezető út; kék: alternatív út lefelé (csak hegymászói gyakorlattal rendelkezőknek

A Mhic Choinnich csúcsára törekvőknek a nyeregnél jobbra kell venniük az irányt, és a Cuillin főgerincén haladniuk. A gerinc meglehetősen kitett helyen van, mindkét oldalon meredek szakadékokkal, ezért az itteni szakasz 2-es fokozatú négykézláb mászást (ún. scrambling) igényel. A gerincen megtett út kétharmadánál jobb kéz felé kezdődik az ún. Collie-perem (Collie’s Ledge), amely a Mhic Choinnich meredek nyugati oldalában halad egészen a csúcstól délre lévő Mhic Choinnich-átjáróig (Bealach Mhic Choinnich), alternatív útvonalat jelentve azoknak, akik erre tartanak. A csúcs 948 méteres magasságával elmarad a környező hegyektől, északra és délre a Cuillin többi csúcsát látni, keletre a hegység leghíresebb tavát, a Loch Coruisköt.
A visszaúton a Collie-perem feletti szakasz óvatosságot követel. A gyakorlott túrázók és hegymászási tapasztalattal rendelkezők megpróbálkozhatnak a Collie-peremmel, amely elvezeti őket a Mhic Choinnich-átjáróig, ahonnan leereszkedhetnek a Nagy Kőcsúszdáig, amely ugyanúgy a Lagan-völgybe vezeti őket. A Mhic Choinnich-átjáró felől a túrázók csak a peremen keresztül juthatnak fel a csúcsra, mert egyébként egy függőleges sziklafal, a Király Kéménye (King’s Chimney) alkotja a Mhic Choinnich déli oldalát, amelynek meghódításához hegymászó felszerelés szükséges.